# Dark Messiah of Might and Magic
Dark Messiah of Might and Magic (с англ. — «Тёмный Мессия Меча и Магии») — компьютерная игра, разработанная компанией Arkane Studios и изданная Ubisoft. В то время, когда Arkane Studios разрабатывала часть игры, рассчитанную на одного игрока, Kuju Entertainment создавали многопользовательский режим.
Игра вышла для Windows в 2006 году, а версия для Xbox 360 вышла в 2008 году под названием Dark Messiah of Might and Magic: Elements.

## Описание игры
Действие игры происходит в фэнтезийном мире Асхан (англ. Ashan). Игровой процесс представляет собой экшн от первого лица c элементами RPG — игрок может развивать различные способности, такие, как ближний бой, стрельба из лука, скрытность, магические заклинания.
Главный герой — молодой человек по имени Сарет (англ. Sareth), который мечтает о приключениях и богатстве. Он является учеником могущественного мага Фенрига (англ. Phenrig). Приключения Сарета начинаются в городе Стоунхелм (англ. Stonehelm), где он узнаёт о мистическом артефакте «Череп Теней». (англ. Skull of Shadows).

## Описание уровней игры
- Пролог

Игра начинается в подземелье, в глубине которого Сарет со своим учителем Фенригом должен найти могущественный Кристалл Шантири (англ. Shantiri Crystal). Юноша проходит обучение и получает Кристалл.
После возвращения Сарета, Фенриг отправляет его в город Стоунхелм, чтобы тот помог Менелагу (знатному лорду Стоунхелма и давнишнему приятелю Фенрига) найти Череп Теней (так называемый Череп Седьмого Дракона), для чего ему (Менелагу (англ. Menelag)) требуется Кристалл Шантири. Однако Фенриг не собирается отпускать юношу одного: он призывает девушку (впоследствии узнается, что она демон) Зану (англ. Xana), которая «вселяется» в Сарета, и тот получает возможность слышать её советы в своей голове.
- Глава 1

Врата Стоунхелма
Сарет прибывает в Стоунхелм. Подъезжая к городским воротам, он слышит разговоры крестьян, в панике перебирающихся в город. По их словам, на Стоунхелм идёт армия некромантов. Чтобы попасть в город, Сарет предъявляет стражнику рекомендательное письмо для лорда Менелага. В это время некроманты начинают штурм города. Сарет спасается бегством. На полпути к укрытию его просит о помощи стражник: юноша должен заменить наводчика баллисты и помочь уничтожить циклопа. Сарет поднимается, встаёт за баллисту и убивает циклопа. Люди торжествуют. Позже Сарет находит дорогу к особняку Менелага. Он добирается до ворот, где его встречает очаровательная девушка-маг. Сарет говорит с ней, и она представляется как Линна (англ. Leanna), племянница и ученица Менелага. В главном зале Сарет знакомится с самим Менелагом, тот рассказывает о Черепе Теней, а Линна, в свою очередь, о Тёмном Мессии и об Арантире (англ. Arantir) — предводителе некромантов. Позже они все отправляются спать.
- Глава 2

Блеск холодной стали
Ночью Сарета будит слуга и говорит, что на особняк напали некроманты. Поскольку прямой вход закрыт, Сарету приходится прокладывать путь через подвал. Он добирается до крыши и проникает в комнату Менелага, где Линну и Менелага берут в заложники некромант и вурдалак. Сарет отвлекает некроманта, однако тот успевает его «заморозить», и юноша наблюдает следующую картину: Менелаг убивает мага-некроманта, но вурдалак, который напал на Линну, убивает Менелага и забирает Кристалл Шантири. Действие заклинания прекращается, и Сарет спешит в погоню за вурдалаком. Линна говорит, чтобы он о ней не беспокоился, и что они встретятся на корабле.
- Глава 3

По следам мертвеца
Сарет преследует вурдалака, добирается до убежища некромантов, где в руках Арантира и находится Кристалл. Юноше удаётся отвлечь Арантира и забрать Кристалл. Он спасается бегством через канализацию.
- Глава 4

Кровавое море
Сарету снится странный сон. Он снова видит, как Фенриг снаряжает его в Стоунхелм; однако Фенриг заранее предсказывает, что Менелаг умрёт, а призванная Зана на самом деле является суккубом. Зана всё отрицает и говорит, что это видение наслал Арантир. Сарет встречается с Линной. Та просит вернуть корабль Менелага, захваченный некромантами. Сарет туда проникает и устраняет некромантов, и при этом спускает трап, чтобы дать Линне и её команде подняться на борт. Затем они отбивают атаки некромантов и, наконец, отплывают.
- Глава 5

Храм Паука
Сарет попадает в Храм Паука, проходя через новых противников, орков, и в конце сталкивается с вождём их клана, которого он убивает, так как мешал пройти дальше. В этой миссии у него появляется новое «оружие» — лук верхолаза, стрелы которого превращаются в верёвки при попадании в деревянные поверхности, что позволяет взбираться в ранее недоступные места.
В дальнейшем он сталкивается с циклопом, которого игрок может при желании убить (при этом даются очки опыта). Также в этой главе Сарет убивает дракона Пао-Кая (англ. Pao Kai) и теряет спутницу Линну, оказавшись в «лапах» неожиданно прибывшего Арантира.
- Глава 6

Алтарь Черепа
Сарет попадает в Храм и сталкивается со статуей паука, в которой есть отверстия для кристаллов. Эти самые кристаллы герой и будет искать в течение всей миссии. В миссии Сарету придётся столкнуться с множеством нежити: зомби, вурдалаками, и личами, способных призывать мертвецов и колдовать молнии. Пройдя всех противников, и заполнив кристаллами статую паука, Сарет проходит дальше, до статуи богини, которая предоставляет ему последнее испытание в виде истребления стаи пауков. После получения черепа игрока ждёт неприятный сюрприз в лице Арантира, который отбирает череп и убивает главного героя.
По окончании главы проигрывается ролик, в котором выясняется, что Сарет — сын Властелина демонов Кха-Белеха (англ. Kha-Beleth), который должен выпустить отца из его тюрьмы, став тем самым «Тёмным мессией» из пророчества.
- Глава 7

Огонь в крови
Сарет воскрешён благодаря Зане и силе черепа теней. Вместе с воскрешением он получает способность превращаться в демона. Он выбирается из Храма. На этом пути он возвращает свои вещи, по желанию побеждает очередного циклопа, убегает от гигантского червя, и при этом убивает орков и гоблинов. После попадает на корабль благодаря стражнику Дункану, который ждёт его с лодкой.
- Глава 8

Обитель Праха
Сарет попадает в город некромантов через портал, который он уже видел, когда похищал кристалл Шантири. Ближе к концу миссии Сарет может по желанию спасти Линну, которую считал погибшей, от гигантского паука или же прислушавшись к Зане, можно не спасать Линну. Если же она останется в живых, она попросит Сарета очиститься от дьявольской ауры — Заны. Если же послушать Зану и при выборе убить Линну (или просто оставить её в яме пауков), то в конце 9-й главы, при входе в некрополь, Сарету предстоит сразиться с Линной-личем. Затем он возвращается через портал обратно в Стоунхелм.
- Глава 9

Пылающий город
В пылающем Стоунхелме Сарету предстоит сразиться с немалым количеством нежити и уничтожить очередного циклопа. Дункан погибает в схватке, но успевает направить Сарета к своему кузену Перси, который проведёт его через закрытые двери. Перепрыгнув через сломанный мост, игрок встаёт перед выбором (при условии, что Линна была спасена): либо очиститься от спутницы в голове Сарета (в этом случае он получает в награду 3 самых мощных оружия в игре: лук, посох и кинжалы, а также возможность пользоваться найденным ранее в 6-й главе мечом «Коготь дракона»), либо же остаться с ней до конца (тогда он сохранит возможность перехода в облик демона). Во втором случае при входе в Некрополь героя ждёт поединок с Линной, которая не простит Сарету его нежелание расставаться с демонической сущностью. Таким образом, в любом случае одна спутница героя выживает, а другая погибает (Однако игрок может просто избежать боя, убежав от Линны, но влияние этого на сюжет неизвестно).
- Эпилог

В эпилоге Сарету удаётся добраться в конце концов до Арантира, перебив ряд его прислужников. Для решающей битвы Арантир призовёт себе в помощь костяного дракона. Одолев Арантира и его зверя, игроку предстоит сделать последний и самый важный выбор: возложить на алтарь Череп Седьмого дракона и продлить заточение отца Сарета — Кха-Белеха или же отнести Череп отцу, который с его помощью освободится и уничтожит мир. И то и другое можно сделать в сопровождении любой из спутниц, таким образом есть 4 варианта концовки: освобождённый Кха-Белех убьет Линну либо вознаградит Зану и будет править миром, а в случае его заточения Сарет провозглашает своё собственное царствие, оставаясь с Заной, или же с Линной очищает мир от зла.

## Игровой процесс
Игрок может перерезать верёвки и обрушивать на врагов тяжёлые предметы, мощным ударом ноги насаживать врагов на шипы. Также в игре можно использовать бутыли с маслом, при помощи которых можно поджигать врагов. На своё усмотрение, эту жидкость можно поджечь заклинанием или горящей стрелой. У игрока есть возможность брать ящики, камни, табуретки и т. п. и бросать их во врагов. Противника также можно толкнуть в желаемом направлении, в многочисленные ловушки и пропасти. В игре присутствует множество подобных способов уничтожения врагов. При помощи специального заклинания можно даже покрыть льдом участок земли, на котором враги будут поскальзываться и падать.
У игрока есть право выбора в некоторых ситуациях и в конце игры. Хотя при этом игра является коридорным экшеном, в большинстве локаций есть различные обходные пути, которые игрок по желанию может использовать: например, если игрок владеет навыками ассасина, он может обойти противников, взломав потайную дверь, а если игрок владеет навыками воина, он может просто пойти напролом, навязав противникам бой.

### Боевая система

Действие заклинания «Инферно»

Игрок может блокировать удары противника щитом или оружием, наносить быстрые и слабые или мощные и медленные удары. Главный герой способен выучить заклинания холода, замораживающие противников или огня, сжигающего их. В игре присутствует достаточное количество костров, в которые можно толкнуть врага, чтобы тот загорелся. Научившись определённым умениям, игрок может прятаться в тени и, не поднимая шум, одним ударом убивать противника кинжалом. По ходу прохождения игры Сарет получит возможность принимать облик демона, становясь при этом сильнее и быстрее. Пребывая в таком виде, игрок может использовать в качестве оружия только свои конечности (в том числе и хвост). Более того, каждая секунда стоит потери жизненной энергии, но за убитого противника здоровье будет пополняться.

### Ролевая система
Ролевая система основывается на трёх «ветвях» навыков: воин, маг и ассасин. Каждая ветвь имеет два корневых навыка, ведущие к другим. Некоторые навыки имеют 3 степени развития. Навыки повышаются за счёт очков опыта, получаемых при прохождении игры. Деления на классы нет, таким образом игрок может развивать смешанные навыки.
Из основных характеристик присутствуют «здоровье», «мана», «урон» и «класс брони». В игре существуют предметы, позволяющие повысить некоторые из этих характеристик (кольца, зелья, особое оружие и т. д.). К примеру, «кольцо мудреца» позволяет увеличить запас маны на 10 пунктов.
В отличие от большинства игр в жанре фэнтези, в Dark Messiah сведён к минимуму процесс развития персонажа и гринд (сбор) вещей. Опыт и какие-либо навыки не повышаются за убийство противников, а только за сюжетные события. Полностью отсутствует торговля, деньги, все игровые предметы можно только найти (а не купить), старые можно только выкинуть. Таким образом игра максимально сосредоточена на сюжете и боевой системе.
Отдельным пунктом следует выделить полоску адреналина. Она накапливается с каждым ударом игрока, нанесённым по врагу. На экране появляется специальный эффект, когда полоска заполняется полностью. Когда уровень адреналина достигнет максимальной отметки, у Сарета есть возможность совершить смертельный удар (исключением являются боссы и некоторые другие враги).

## Связь с другими играми
Игра является продолжением сюжетной линии игры Heroes of Might and Magic V и её дополнений. Действие разворачивается в мире Ashan (Асхан в локализации Heroes, Эшен — в локализации Dark Messiah). Второе дополнение к Heroes of Might and Magic V — Heroes of Might and Magic V: Tribes of the East включает в себя кампанию, главным героем которой является Арантир — главный антагонист в Dark Messiah of Might and Magic. Также там появляется «таинственный» Менелаг, о котором Арантир много раз слышал как о самом главном маге-демонопоклоннике. В Dark Messiah of Might and Magic рассказывается история сына королевы Изабель и повелителя демонов Кха-Белеха, не знающего ничего о том, кто он на самом деле, и выращенного волшебником Фенригом (видимо, одним из тех демонопоклонников, которых уничтожал Арантир). Также в Золотом издании Heroes V прилагается отдельная от игры миссия с названием Dark Messiah Mod, в которой сокращённо рассказывается эта история.

## Оценки и рецензии
| Сводный рейтинг       | Сводный рейтинг            | Сводный рейтинг |
| Издание               | Оценка                     | Оценка          |
| Издание               | PC                         | Xbox 360        |
| --------------------- | -------------------------- | --------------- |
| GameRankings          | 73,56 %                    | 53,86 %         |
| Metacritic            | 72/100                     | 52/100          |
| Иноязычные издания    |                            |                 |
| Издание               | Оценка                     | Оценка          |
| Издание               | PC                         | Xbox 360        |
| 1UP.com               | [ 7 ]                      | N/A             |
| AllGame               | N/A                        | [ 8 ]           |
| Eurogamer             | 8/10                       | 6/10            |
| Game Informer         | 9,3/10                     | 8,5/10          |
| GamePro               | [ 13 ]                     | N/A             |
| GameSpot              | 6,7/10                     | 3,5/10          |
| GameSpy               | [ 16 ]                     | [ 17 ]          |
| GameTrailers          | 8,1/10                     | 5,8/10          |
| GameZone              | 7/10                       | N/A             |
| IGN                   | 8,8/10 7/10 (сетевая игра) | 5,7/10          |
| Jeuxvideo.com         | 17/20                      | 12/20           |
| PC Zone               | 8,4/10                     | N/A             |
| TeamXbox              | N/A                        | 6/10            |
| VideoGamer            | 7/10                       | 5/10            |
| WorthPlaying          | 8,6/10                     | N/A             |
| Русскоязычные издания |                            |                 |
| Издание               | Оценка                     | Оценка          |
| Издание               | PC                         | Xbox 360        |
| Absolute Games        | 76 %                       | N/A             |
| PlayGround.ru         | 9,4/10                     | N/A             |
| «Игромания»           | 8,5/10                     | N/A             |
| «Игры Mail.ru»        | 8/10                       | N/A             |
| «ЛКИ»                 | 85 %                       | N/A             |

В основном Dark Messiah получил средние и относительно высокие оценки от различных изданий. Однако версия игры для Xbox 360 получила низкие оценки.
В целом для платформы ПК, Metacritic присвоил игре общий рейтинг 72 из 100 на основе 44 обзоров. А GameRankings выставил рейтинг в 74 процента на основе 48 обзоров. Для платформы Xbox 360 оба агрегатора выставили рейтинг 52-х из 100 баллов и 53-х процентов, соответственно.
IGN присудила игре версии ПК две большие оценки в 8.8 и 7 из 10. Отметив в ней, при этом, её увлекательность, с продуманной интеграцией различных веток навыков и некоторых уникальных игровых функций; большая физическая среда для взаимодействий, интересные головоломки, звуковые эффекты, интересные сражения, многопользовательская игра с преимуществами, боями и стратегиями классов. Но некоторой критике было подвержена линейная сюжетная история и неоднозначная графика, но вполне впечатляющая, местами средние звуковые эффекты. В версии Xbox 360 были крайне отмечены такие минусы, как линейность элементы ролевой игры оригинальной версии: навыки автоматически распределяются игрой в соответствии со своим классом, в свою очередь, без этого элемента игра «становится исключительной в жанре экшн»; озвучивание некоторых персонажей, скучные убийства врагов и бои с боссами; технические проблемы: различные глюки и зависания, «невыразительный мультиплеер».
GameSpot дал игре первую оценку 6,7/10, заявив положительные элементы игры: неплохая графика, хорошие окружающие звуковые эффекты. Вторая оценка была выставлена крайне низко, а именно 3.5/10, раскритиковав, как и в первой оценке, такие неудачные моменты как множество технических проблем, повторяющийся игровой процесс сражений и взаимодействий, предсказуемая история, плохо ощущаемый мультиплеер, неудобный дизайн уровней, отсутствие разнообразия противников, неудобное управление, местами размытая графика. В общем, автор статьи сказал, что «помимо технических проблем, в Dark Messiah нет ничего особенного». При этом, сайт номинировал Xbox версию игры на антинаграду Flat-Out Worst Game за плохие видеоигры 2008 года, которые не стоит покупать на прилавках среди хороших.
Французское издание Jeuxvideo, также как и американские издания положительно отнеслась к компьютерной версии Dark Messiah, но отрицательно отозвалась о консольной версии. Для версии ПК издание, поставила игре 17 из 20, отметив в ней графические элементы: захватывающий физический движок Source со спецэффектами, но отсутствием отображения поверхностей и динамического освещения c чрезмерным компенсированием HDR; боевая рукопашная система, некоторое отсутствие музыки, хорошие ролевые компоненты, предсказуемый сюжет и абсурдные враги-орки. Для версии Xbox 360, был выставлен рейтинг поменьше 12 из 20. В обзоре, по сравнению с прошлым была раскритикована графическая часть игры с низкими текстурами, но достойного эффекта воды; разочаровывающий игрой процесс, сложно управляемый для манёвренности геймпадом; обычный сюжет без удивлений. Из приятных моментов был выделен «эпический саундтрек» и звуки окружающей среды.
Автор Мигель Лопез из GameSpy, оценил Messiah в 3 из 5 звёзд. Высказав то, что «действительно редкая игра, которая дает вам такой разнообразный набор инструментов, с помощью которых можно сеять хаос, который даёт такие удовлетворительные результаты. К сожалению, такие вещи, как шаткий вражеский ИИ, извилистый дизайн уровней и тонкий сюжет, делают эти блестящие моменты слишком редкими. Проще говоря, Dark Messiah — это 12-часовая игра, которую следовало сократить до шести часов, потому что по-настоящему стоящие игровые эпизоды похоронены под всей этой ерундой между ними». Автору в основном понравились рукопашные схватки с площадками для кровавой бойни, приятные моменты, но был раскритикован дизайн обширных уровней, многопользовательский режим с отсутствием физики Source и проблемами баланса классов. Другой автор Гейб Грациани, оценил чуть меньше консольную версию игры, а именно 2.5 из 5 звёзд. Выставив такие баллы, он объяснил, что «игру практически не за что спасать ни в многопользовательской, ни в одиночной кампании». <…> «Это беспорядок из плохо продуманной игровой механики, ужасной графики и в целом некачественной производительности».
Game Informer более положительно отнёсся к Dark Messiah, выставив обеим версиям 9.3/10 и 8.5/10. Редактор отметил, что «суть рукопашного боя в игре от первого лица невероятно солидное, а исследование, повествование и развитие персонажа интегрированы блестяще, чтобы создать уникальный и захватывающий опыт». Редакция отметила в игре широкий спектр ситуаций, инструментов смерти и возможностей для творчества в боевой системе персонажа; наслаждение сюжетной линии и атмосферой, великолепная графика. К маленьким замечаниям были отнесены повторяемость врагов, озвучка и некоторое отсутствие свободного выбора способностей героя при повышении уровня для версии Xbox 360.
Сайту Allgame, в отличие, от других редакций, крайне не понравилась игра для консольной версии игры. При этом, выставив очень маленькую оценку 2/5 звезды. Сайт высказался так: Те, кто жаждет более сфокусированной игры, на примере The Elder Scrolls IV: Oblivion, не найдут здесь ничего стоящего, так как Might and Magic Elements на вкус больше похож на ванильный шутер от первого лица с хрустящей фэнтезийной посыпкой. Раскритиковано было похожесть сражений в других играх, повторяемость боёв и ограничения персонажа, поведение ИИ врагов, частота кадров, дизайнерские решения.
В русскоязычных изданиях более положительно отнеслись к Dark Messiah of Might and Magic.
Так, PlayGround.ru присудил игре 9.4 балла из 10. Оценив в игре бодрый, не стоящий на месте геймплей с огромными вариантами взаимодействия в бою, простое прохождение, превосходная графика и окружение, звуковые эффекты, интерфейс и управление, но при этом был выделен банальный сюжет.
Игромания также высоко оценила игру, поставив ей 8.5 из 10. Положительно высказав об (также) геймлее с яркими местными боями, понятное управление, множеством возможностей убийств противников, отменная физика с разрушаемостью, повсеместная интерактивность, визуальные эффекты и детализация. Негативно был воспринят дизайн и повторяемость уровней, множество введенных ловушек и пропастей, не полностью сделанные RPG составляющие игры, глюки игры.
Сайт Absolute Games чуть хуже отнёсся к игре, выставив 76 %. Но высказав положительно, такое: «И все же, несмотря на синяки и порезы, „Мессия“ живёт и дышит. Пусть он лишен технического лоска, густой атмосферы и увлекательного повествования, зато смачно лягнуть врага, насадив его на колья, затолкав в огонь или кинув в речку — редкое нынче удовольствие». Автору понравился относительно приятная боевая система, анимации, графическое оформление в виде освещения, текстур и моделей; великолепный звук с пафосной музыкой. Но, при этом, раскритиковав незатейливую завязку скучного сюжета с «штампами экшен-жанра и фэнтези», неудобная и трясущаяся камера, мешающая обзору от первого лица и прохождению препятствий, линейный дизайн.